# Посёлок имени Сакена Сейфуллина
И́мени Саке́на Сейфу́ллина (каз. С.Сейфуллин, до 201? г. — Жарык) — посёлок в Шетском районе Карагандинской области Казахстана. Административный центр и единственный населённый пункт С. Сейфуллинской поселковой администрации. Код КАТО — 356451100.
Железнодорожная станция Жарык линий на Караганду, Жезказган, Шу. Добыча железной руды для карагандинских металлургических заводов.
Посёлок Жарык был переименован в 2010-х годах в честь казахского писателя Сакена Сейфуллина.

## Население
| Численность населения | Численность населения | Численность населения | Численность населения | Численность населения |
| 1970                  | 1979                  | 1989                  | 1999                  | 2009                  |
| --------------------- | --------------------- | --------------------- | --------------------- | --------------------- |
| 2762                  | ↗3580                 | ↗4942                 | ↘3641                 | ↗3696                 |

В 1999 году население посёлка составляло 3641 человек (1794 мужчины и 1847 женщин). По данным переписи 2009 года в посёлке проживало 3696 человек (1864 мужчины и 1832 женщины).